# Scherbenpark
Scherbenpark ist der Debütroman von Alina Bronsky aus dem Jahr 2008. Der Roman erzählt aus der Ich-Perspektive der siebzehnjährigen Sascha die Erlebnisse, nachdem ihre Mutter von ihrem Stiefvater umgebracht worden ist.

## Inhalt
Die siebzehnjährige Sascha wohnt in einem Hochhaus, in dem Spätaussiedler-Familien leben – ein sozialer Brennpunkt. Saschas Mutter und deren Freund wurden von ihrem Stiefvater Vadim wegen eines Trennungsstreits vor ihren Augen in der gemeinsamen Wohnung erschossen. Nach der Tat bleibt sie mit ihrem kleinen Bruder und ihrer kleinen Schwester hier wohnen – Vadims Cousine passt auf sie auf. Im Gegensatz zu ihrem sozialen Umfeld kommt Sascha gut in der neuen Heimat Deutschland zurecht. Sie kann sehr gut deutsch und russisch und ist eine Einser-Schülerin in der Schule. Tatsächlich ist sie allerdings von der Gewalttat traumatisiert und plant den Mord an ihrem Stiefvater, wenn dieser aus dem Gefängnis entlassen wird.
Als Saschas Stiefvater noch in der Wohnung mit ihrer Mutter zusammenlebte, hat sich Sascha schützend vor ihre Geschwister gestellt. Sie macht sich Vorwürfe, dass sie nicht auch ihrer Mutter geholfen hat.
In ihrem Milieu im Hochhaus fühlt sich Sascha zunehmend entfremdet. Sie kann die Träume der Bekannten nicht nachvollziehen, meidet die Treffen der Jugendlichen im nahe gelegenen Park (dem Scherbenpark) und versteht nicht, wie andere Russlanddeutsche sich schwer integrieren – beispielsweise Probleme mit der deutschen Sprache haben und außerdem ein schlechtes Russisch entwickeln. Gleichzeitig geht sie auch keiner Konfrontation aus dem Weg: Sie sagt ihre Meinung frei heraus und prügelt sich mit den Jungen aus der Nachbarschaft.
Ein Bericht in der Lokalzeitung, in dem unkritisch Aussagen von dem Täter Vadim wiedergegeben werden, trifft Sascha. Sie beschwert sich beim verantwortlichen Redakteur Volker, der ihr seine Hilfe anbietet. Sie zieht für ein paar Tage zu ihm, als ihr in ihrem Umfeld alles über den Kopf wächst. Sie fühlt sich zu Volker hingezogen, auch mit seinem lungenkranken Sohn Felix freundet sie sich an.
Als Sascha zu Hause eine Zeitung aufschlägt, in der von Vadims Selbstmord in der Zelle berichtet wird, rastet sie aus. Sie rennt vor das Hochhaus und beginnt mit Pflastersteinen Fenster einzuwerfen, wobei sie schwer am Kopf verletzt wird. Nach einem Krankenhausaufenthalt beschließt sie, Abstand von ihrer gegenwärtigen Situation einschließlich der komplexen Beziehung mit Volker und seinem Sohn zu gewinnen. Sie schleicht sich bei einem herzlichen Empfang spontan aus der Wohnung, um nach Prag, einer der Lieblingsstädte ihrer Mutter, zu reisen.
Nach Vadims Selbstmord wird Sascha ruhig. Ihr Hass ist verflogen. Auch ihr Umfeld macht einen positiveren Eindruck. Ihre Tante, die vorher ohne Sascha in Deutschland außerhalb von russischen Geschäften nicht zurechtkam, lernt Deutsch. Ihre Geschwister freunden sich mit Volker und Felix an.

## Rezeption
Scherbenpark wurde 2008 für den Aspekte-Literaturpreis und 2009 in der Sparte „Jugendbuch“ (Kritikerjury) beim Deutschen Jugendliteraturpreis nominiert. 2008 trug die Autorin einen Auszug beim Ingeborg-Bachmann-Preis vor.
In den deutschen Feuilletons zeigten sich die meisten Rezensenten vom Roman überzeugt. Herausgestellt wurde die Einfachheit der Sätze, die glückliche Verwendung der wörtlichen Rede und die gelungene Konstruktion der Geschichte. Auch wird der Roman als Milieustudie interpretiert.
Eine Theaterfassung des Romans wurde erstmals am 3. Juli 2010 im Theaterhaus Stuttgart aufgeführt. 2011 fanden die Dreharbeiten für eine gleichnamige Romanverfilmung von Bettina Blümner statt mit Jasna Fritzi Bauer (als Sascha), Ulrich Noethen (als Redakteur Trebur) und Max Hegewald (als Felix). Uraufführung war beim Filmfestival Max Ophüls Preis 2013.

## Ausgaben
- Alina Bronsky: Scherbenpark. Kiepenheuer & Witsch, Köln 2008, ISBN 978-3-462-04030-2.
- Alina Bronsky: Scherbenpark. Ernst Klett Sprachen, Stuttgart 2014, ISBN 978-3-12-666913-9.